# 芳堤娜城堡
芳堤娜城堡（法語：Château Frontenac）也稱芳堤娜古堡酒店，座落於加拿大魁北克市聖勞倫斯河北岸，是加拿大太平洋鐵路公司建於19世紀末的一系列古堡大飯店之一，用作招倈旅客。芳堤娜城堡是由建築師布魯斯·普賴斯設計，於1893年落成。芳堤娜古堡酒店的姐妹酒店包括魁北克省里西廬古堡酒店、亞伯達省的班夫溫泉酒店和路易斯湖城堡酒店。芳堤娜古堡酒店目前是世界遺產魁北克老城的重要地標，巍然聳立在聖勞倫斯河岸，終年游人如织。

## 概述
芳堤娜城堡是為了紀念路易·德·布阿德·德·芳堤娜而命名的，他於1672年至1682年和1689年至1698年擔任新法蘭西總督。
酒店位於魁北克老城區的上城區。酒店俯瞰著钻石岬角（Cap Diamant），位於杜夫林台阶（Dufferin Terrace）露臺上，可以眺望聖勞倫斯河的全景。除了露台外，酒店北面與聖路易街接壤，南面與卡梅爾山街接壤；其他建築物佔據了由哈爾迪曼德街（Haldimand Street）向西關閉的同一街區。在城堡前，魁北克纜車連接著历史街区小尚普蘭區。
這座城堡建在離魁北克城堡歷史城区不遠的地方，在前哈爾迪曼德城堡的遺址上，毗鄰杜夫林台阶。

## 历史

### 早期

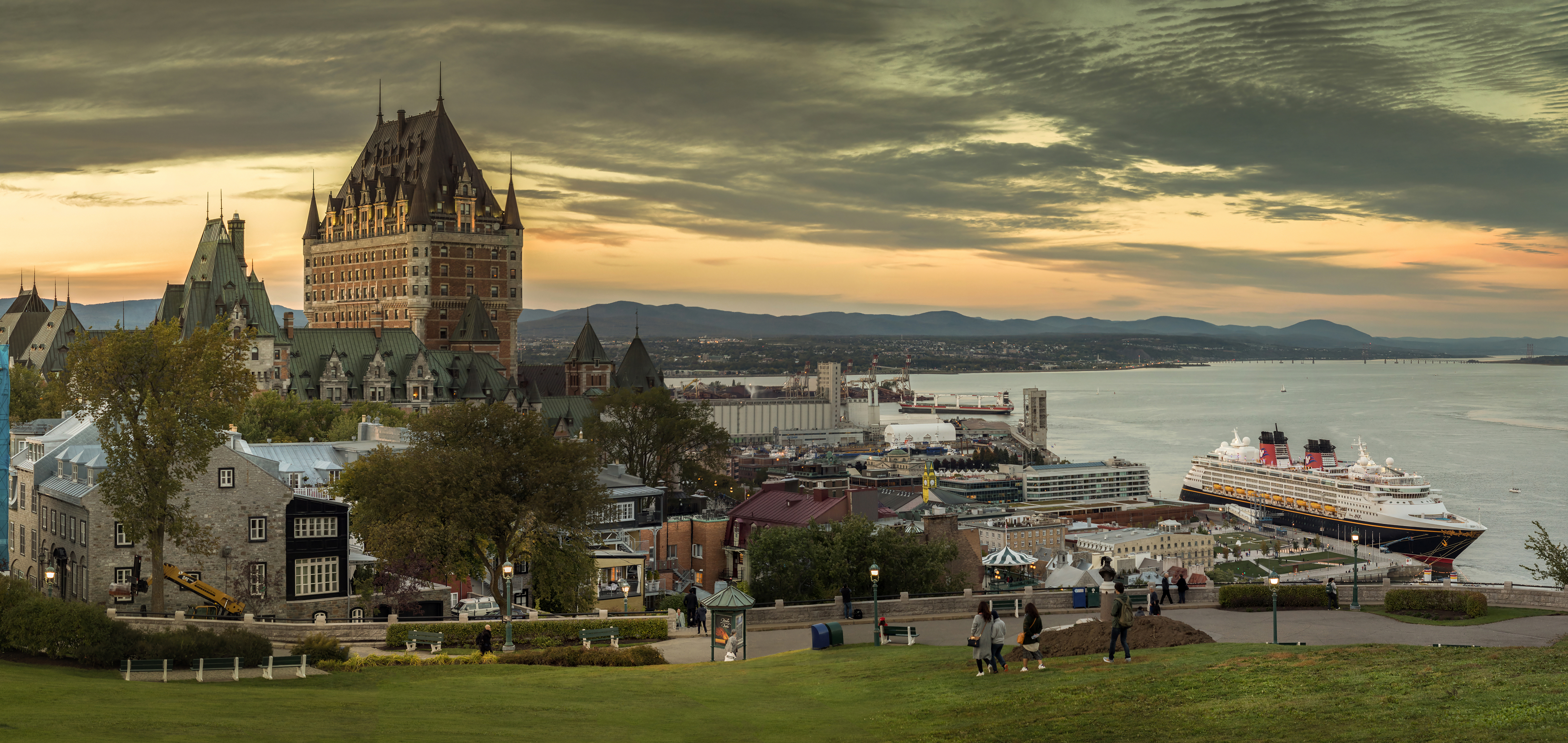
芳堤娜城堡

17世紀時加拿大東部曾是法國在北美洲的殖民地新法蘭西的一部分。1672年至1682年，及1689年至1698年，新法蘭西殖民地的總督是法國芳堤娜伯爵路易·德·布阿德。芳堤娜城堡以芳堤娜伯爵命名為記念。

### 19世紀末期
1870年代，英属加拿大总督启动了一个旨在恢复魁北克市17世纪面貌的复原工程，杜弗兰爵士是这个项目的贡献者之一，他督建了魁北克老城的城墙，使之符合古老的中世纪欧洲风格。杜弗兰同时也制定了一个计划重建圣路易城堡，即今天的芳堤娜城堡所在地，圣路易城堡当时是法国殖民时总督的住所（1620年至1834年）。杜弗兰的计划并没有启动，市政委员会和贸易委员会采用了另外一个方案，即取而代之修建一个豪华酒店以吸引高端游客，然而项目融资一度失败，最终来自多伦多和蒙特利尔的，和加拿大太平洋铁路公司有关联的商人接手了这个项目。
芳堤娜城堡由美国建筑师布鲁斯-普莱斯负责设计，在时任加拿大太平洋鐵路总裁威廉-范-洪勒的监督下于1893年完工，后者也是太平洋铁路大酒店系统的关键开发者。芳堤娜城堡是太平洋铁路公司于19世纪末20世纪初修建的系列城堡风格的酒店之一，系列当中最后的一座于1908年建成，它的建成促使竞争对手干线铁路公司跟风并且持续了这一趋势。城堡于1924年进行了一次扩建，由威廉-苏瑟兰德负责设计，次次扩建增加了城堡的中心塔楼。酒店的名字来自于芳堤堡伯爵路易-德-布瓦德，他于1672年至1682年期间担任新法兰西总督，1689到1698年再次担任这一职位。

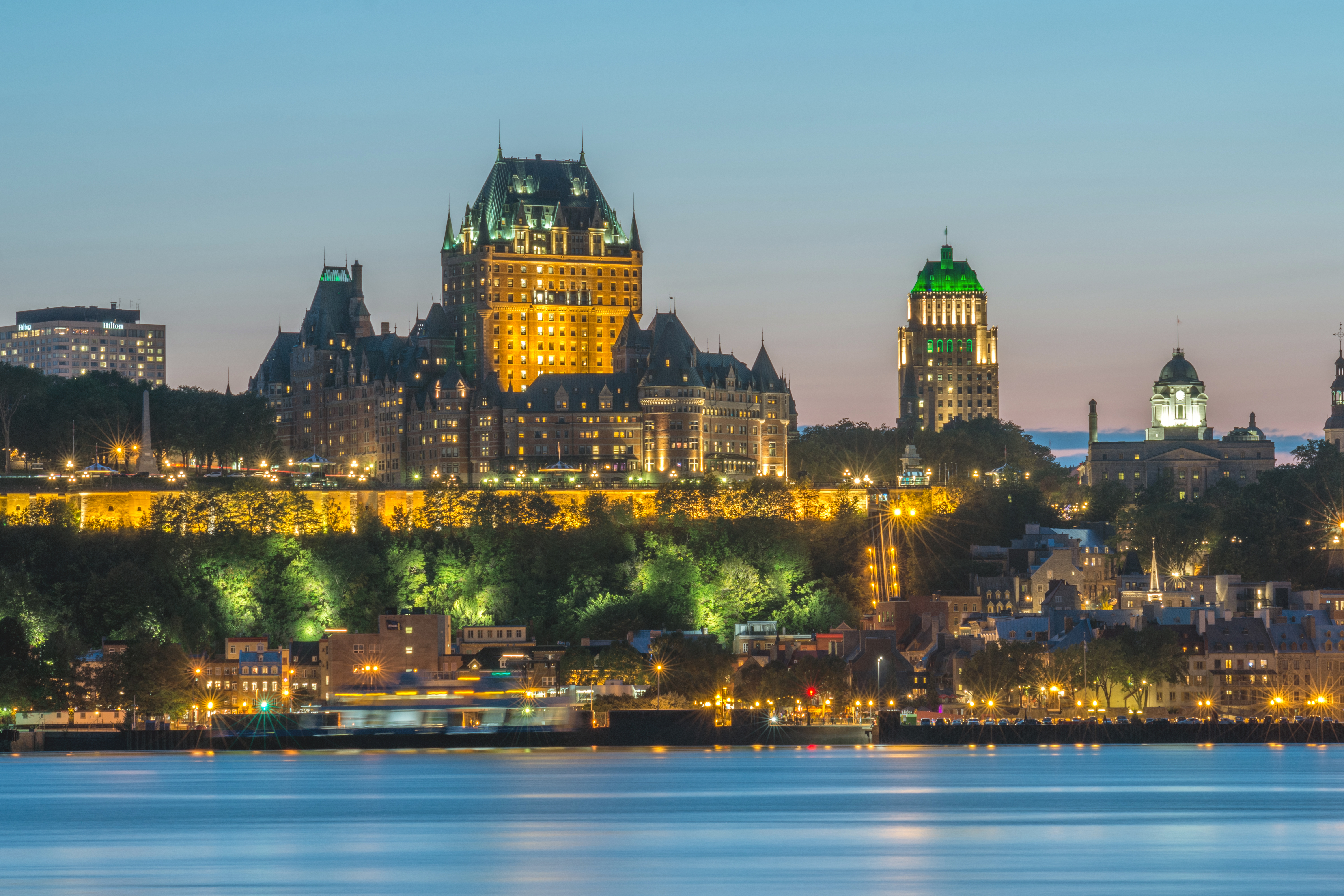
夜晚的芳堤娜城堡

### 第二次世界大战

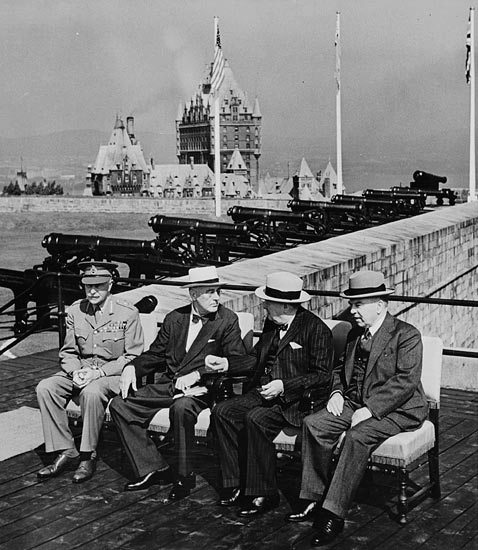
1944年第二次魁北克會議，從左到右：加拿大總督阿斯隆伯爵、羅斯福、邱吉爾和麥肯齊·金

1943年8月11日至24日的代號為“象限”（Quadrant）的魁北克會議，溫斯頓·丘吉爾和佛蘭克林·羅斯福在會上討論了第二次世界大戰的戰略。这次會議在魁北克城堡舉行，而大部分工作人員則留在附近的芳堤娜城堡。作為對加拿大的禮節，加拿大总理威廉·里昂·麥肯齊·金被邀請參加幾次會議。中華民国国民政府代表宋子文参加了有关对日作战的讨论。

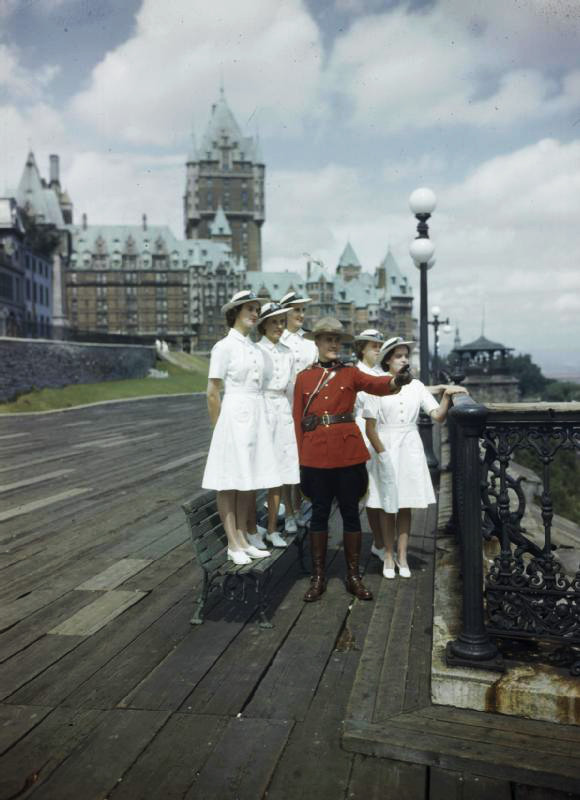
二战时英国皇家海军妇女部队成员在城堡前合影

1944年9月12日至16日代號為“六分仪”（Octogone）的第二次魁北克會議举行，参与者为英國、加拿大和美國政府，会议上商讨了战后瓜分德国的摩根索計劃。盟軍的主要代表仍然是溫斯頓·邱吉爾、威廉·里昂·麥肯齊·金和富蘭克林·德拉諾·羅斯福。

### 近代
1953年，芳堤娜城堡被选为亞佛烈德·希區考克的电影《懺情記》的取景地，在这里拍摄了电影最后的场景，电影由蒙哥馬利·克利夫特和安妮·巴克斯特主演。
1993年，城堡再次扩建，新增了一座包含游泳池，健身中心和室外露台的翼楼。1993年6月14日，加拿大邮政发行了芳堤娜城堡主题邮票，由科斯塔-塞塞卡斯基于海瑟-普莱斯的插画基础上设计，这枚面值0.43加元的邮票上面画着城堡建筑，由阿斯顿-波特公司印刷。
2001年，酒店以1.85亿加元的价格被卖给了雷格斯-瑞特房地产投资公司，后者部分属于费尔蒙酒店集团。随后酒店于2001年重新命名为费尔蒙-芳堤娜酒店。费尔蒙酒店集团原名加拿大太平洋酒店集团，在收购了一家美国公司费尔蒙后沿用了其名字。
2011年，酒店被出售給艾文霍-剑桥房地产公司，收购后不久，艾文霍-剑桥公司即宣布投资900万加元对酒店进行砖石工程翻新，同时替换城堡顶部的铜质屋顶，公司同时也宣布了另外6600万加元投资用于酒店整体的改善和翻修。在屋顶替换工程期间，一张巨大的打印的屋顶图像被盖在脚手架外以达到掩人耳目的目的。大范围的翻修包括扩建会议室，改造大堂和餐厅，以及重建60%的客房，當前芳堤娜城堡始终保持着构成魁北克市天际线的建筑当中独树一帜的地位，屹立在魁北克岬角之上，居高临下俯视着圣劳伦斯河。

## 设施

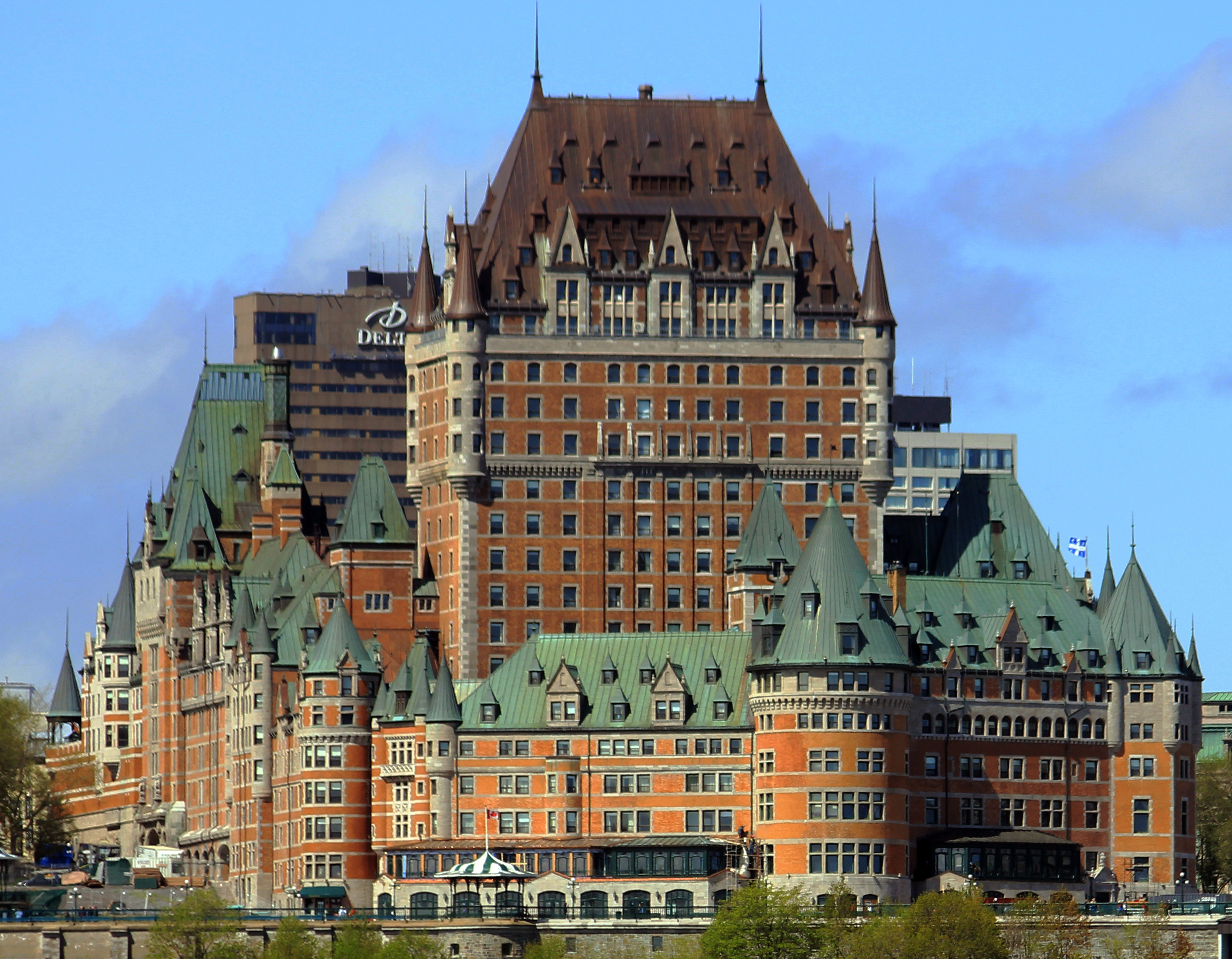
芳堤娜古堡酒店

芳堤娜城堡酒店拥有18层楼，位于老城上城区东部边缘的鑽石岬角上，城堡的北面和南面分别是圣路易街和蒙卡梅尔街。杜弗兰平台环绕着城堡的东北和东南测，同时正对着圣劳伦斯河。两条公共道路穿过城堡，分别是特雷索路和卡里埃路。自身高79.9米，再加上所在地54米的海拔，远看显得更加高大宏伟。芳堤娜城堡是太平洋铁路公司当初修建的系列城堡风格酒店当中的第一座，并于1981年成为加拿大国家历史遗迹。
魁北克老城的几处热门旅游景点都在芳堤娜城堡附近。城堡的北面是乌苏林修道院，这所修道院由一群乌苏林会的修女于17世纪建立，也位列加拿大国家历史遗迹。城堡的南部是亚伯拉罕平原，它属于国家战场公园的一部分，即为亚伯拉罕平原战役的发生地。另外一个也位于城堡南部的旅游胜地是魁北克堡垒，位于钻石岬角的顶部，魁北克城堡属于加拿大陆军的现役军事基地，同时也是一处加拿大总督的官邸。城堡的东部则是杜弗兰平台，魁北克老城的下城区就在该平台的下方。

### 建築風格

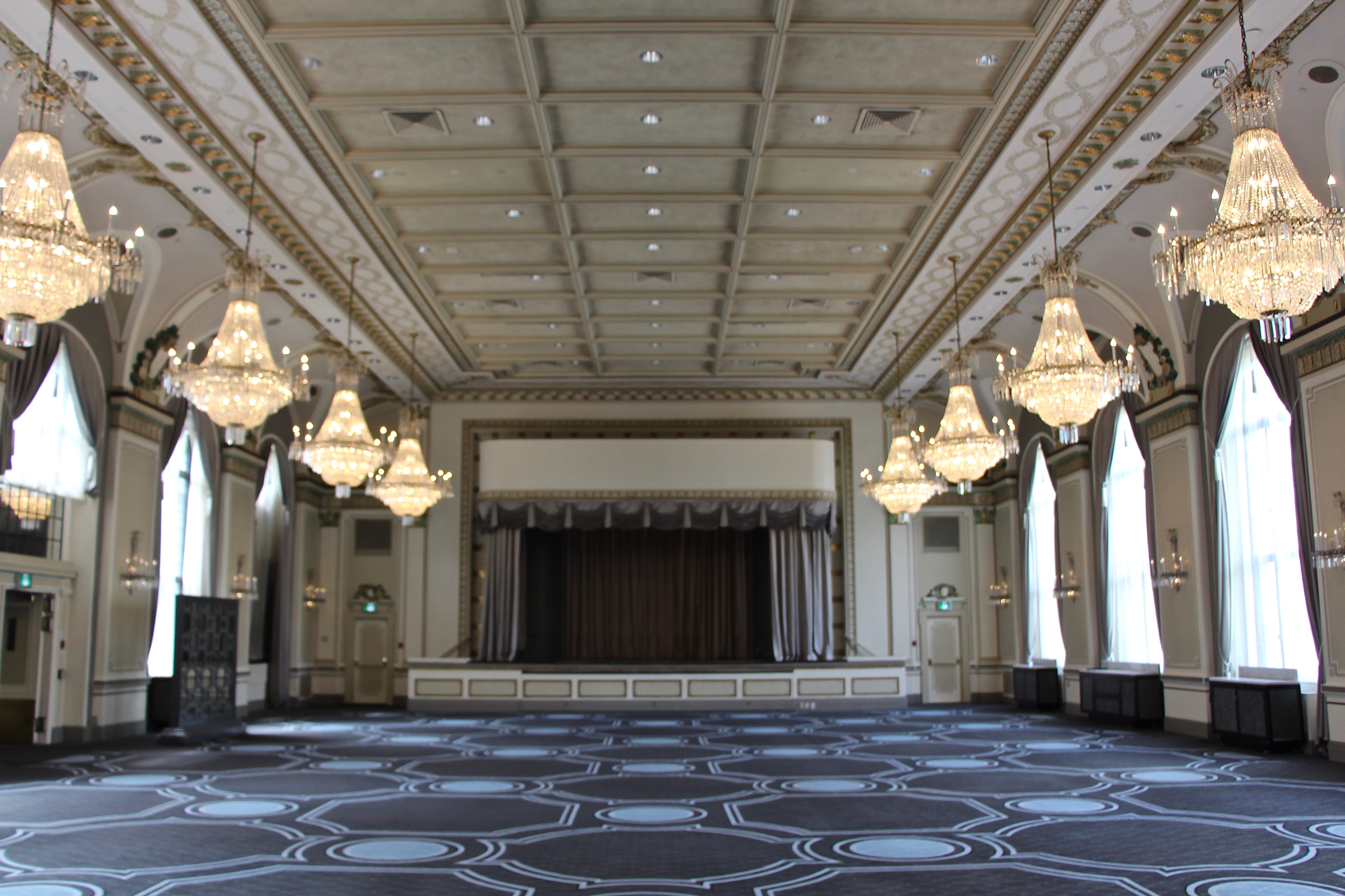
芳堤娜城堡的宴會廳

芳堤娜城堡中心大门是18世纪风格的通道式入口，伴随着屋顶窗和圆顶的设计，通往酒店的中心花园以及大堂，其中的要塞风格塔楼设计来自于法国的卢瓦河谷，城堡元素则体现在非对称的外形，陡峭的屋顶，大量的圆形及多边形的塔楼和角楼，华丽的山墙和屋顶窗，以及高耸的烟囱。酒店的外墙大部分由灰色方石筑成，采用钢结构支撑，表面再使用格伦博格砖贴墙，酒店内部建筑和装饰则使用了红木镶板，大理石楼梯，石雕，镔铁和玻璃圆形饰物。但是和其他法国卢瓦河谷风格的设计不同的是，芳堤娜城堡没有采用意大利化的元素，反而大量运用强调了哥特式，城堡也同时吸取了维多利亚风格建筑的某些特点，比如外墙表面的多种颜色的应用。
在最初的計畫中，布鲁斯·普莱斯曾计划修成一个马蹄形状的酒店，由不等长的四翼组成并且钝角相连。最初的设计就是一个方形的建筑，里面头两层主要是公共场所，但是杜弗兰平台的建成促使芳蒂娜城堡变成了一座更加独特别致的建筑。自建成以来，不同公司的建筑师对酒店进行了数次扩建和翻修，威廉-苏瑟兰德-麦克斯维尔负责了前两次主要的扩建，分别是1908至1909和1920-1924年（同其兄弟爱德华-麦克斯维尔共同负责）。一家蒙特利尔公司的建筑师亚库普负责了1990年代的翻修。城堡于1993年经历了另外一次扩建，在原来四翼基础上新增了一个。

### 圖片

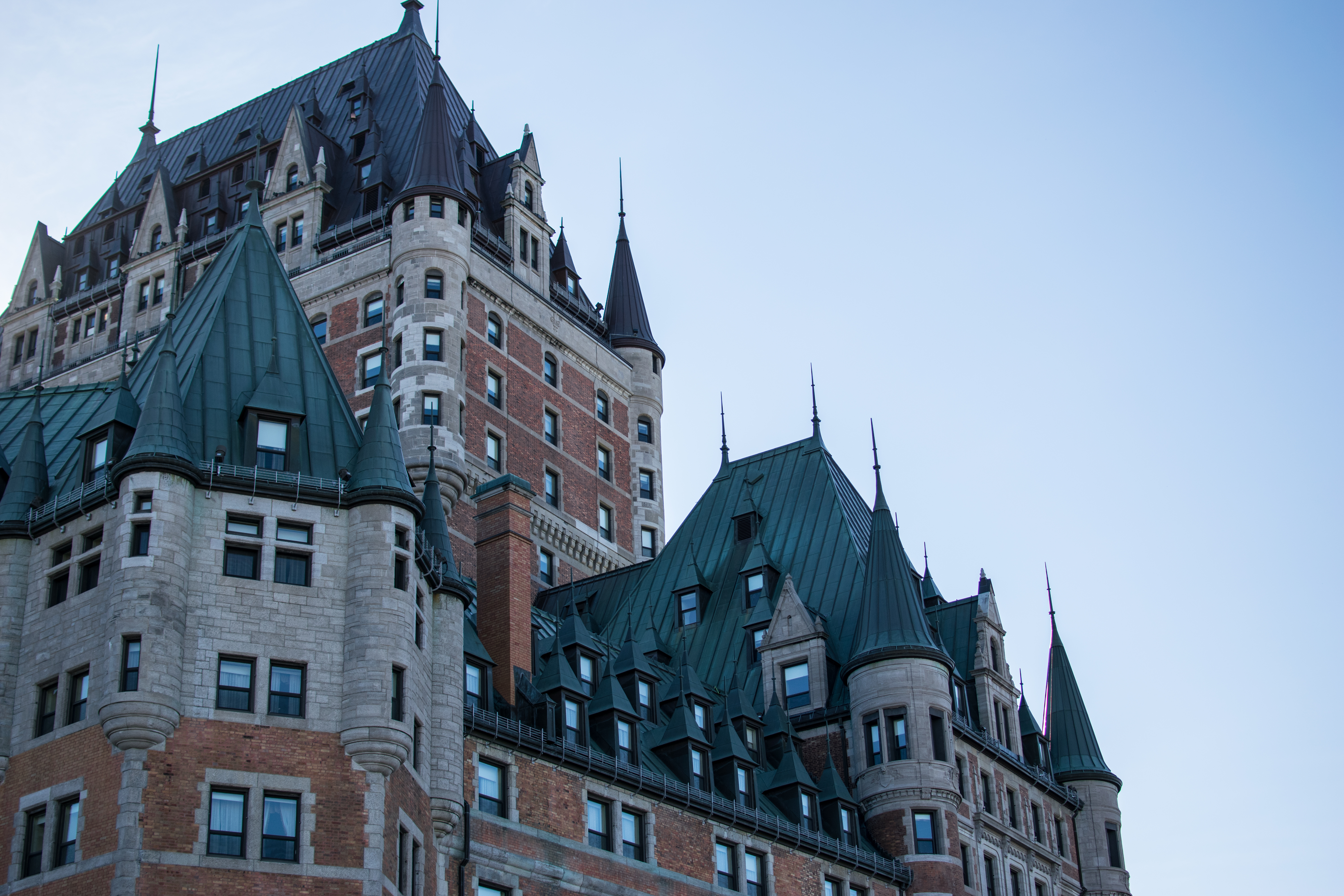
芳堤娜城堡的建築細節，可見建築擁有陡峭的斜屋頂、圓形和多邊形塔樓以及華麗的山牆和天窗。
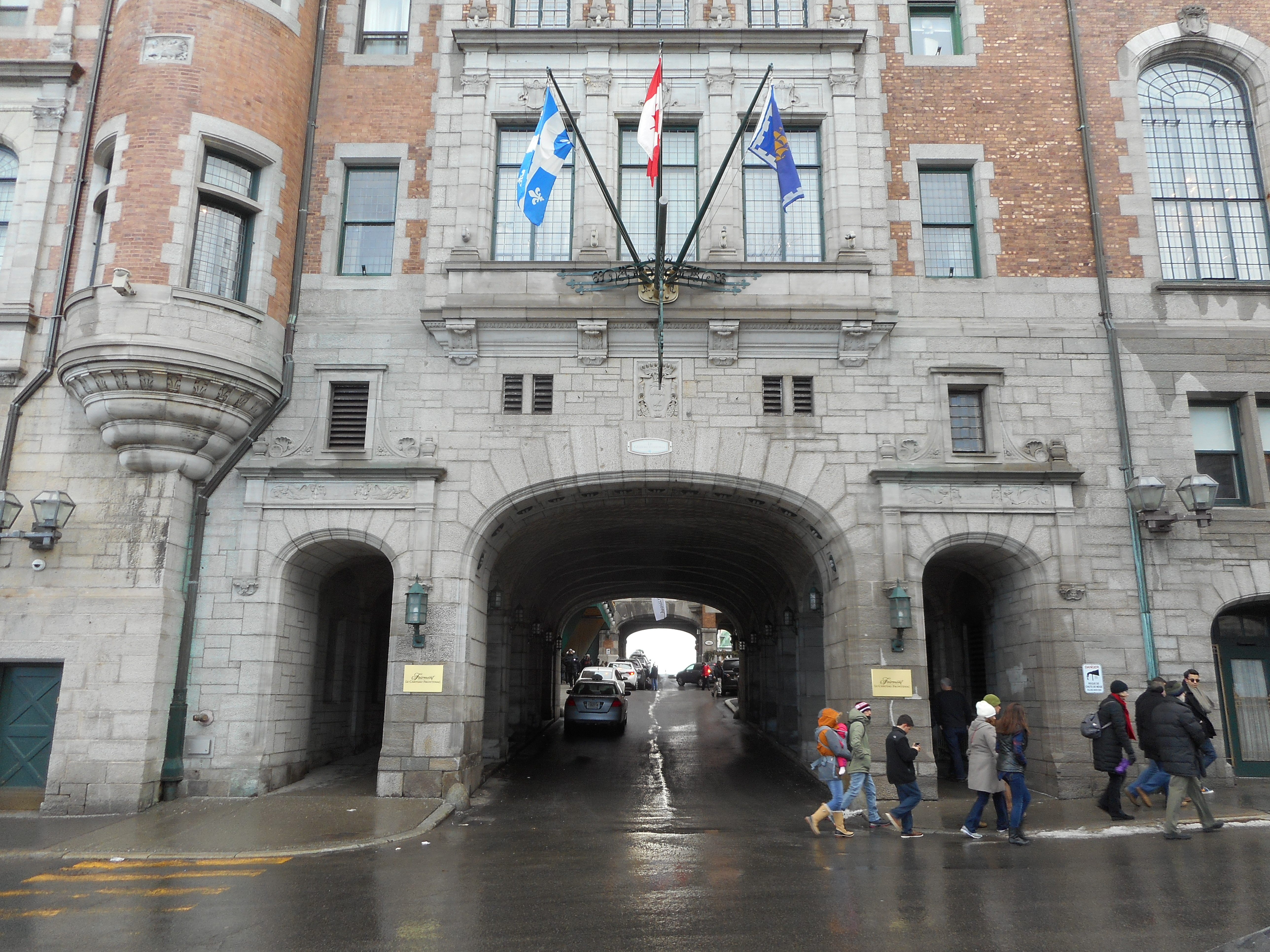
芳堤娜城堡的大門
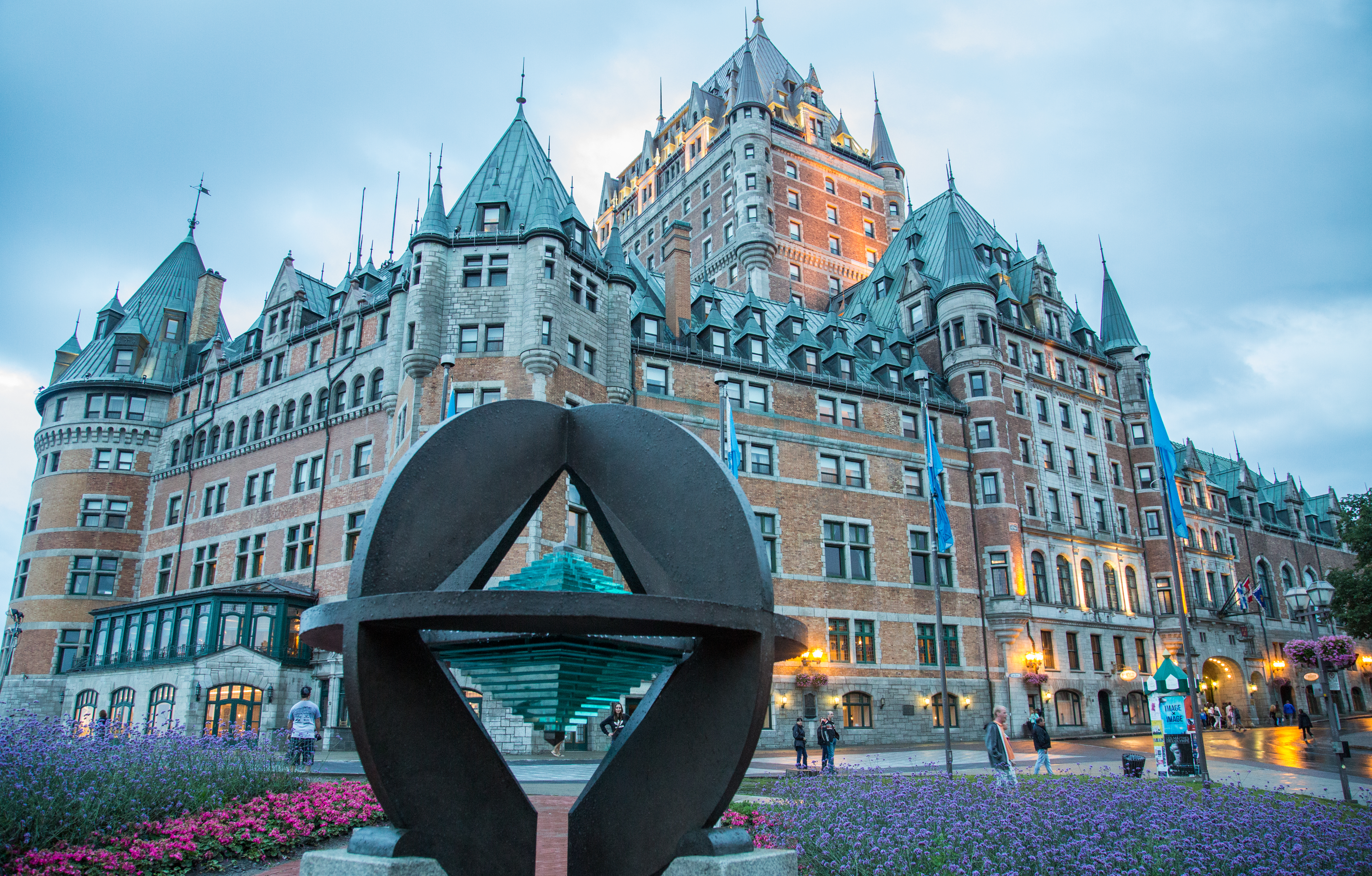
夜晚的芳堤娜城堡
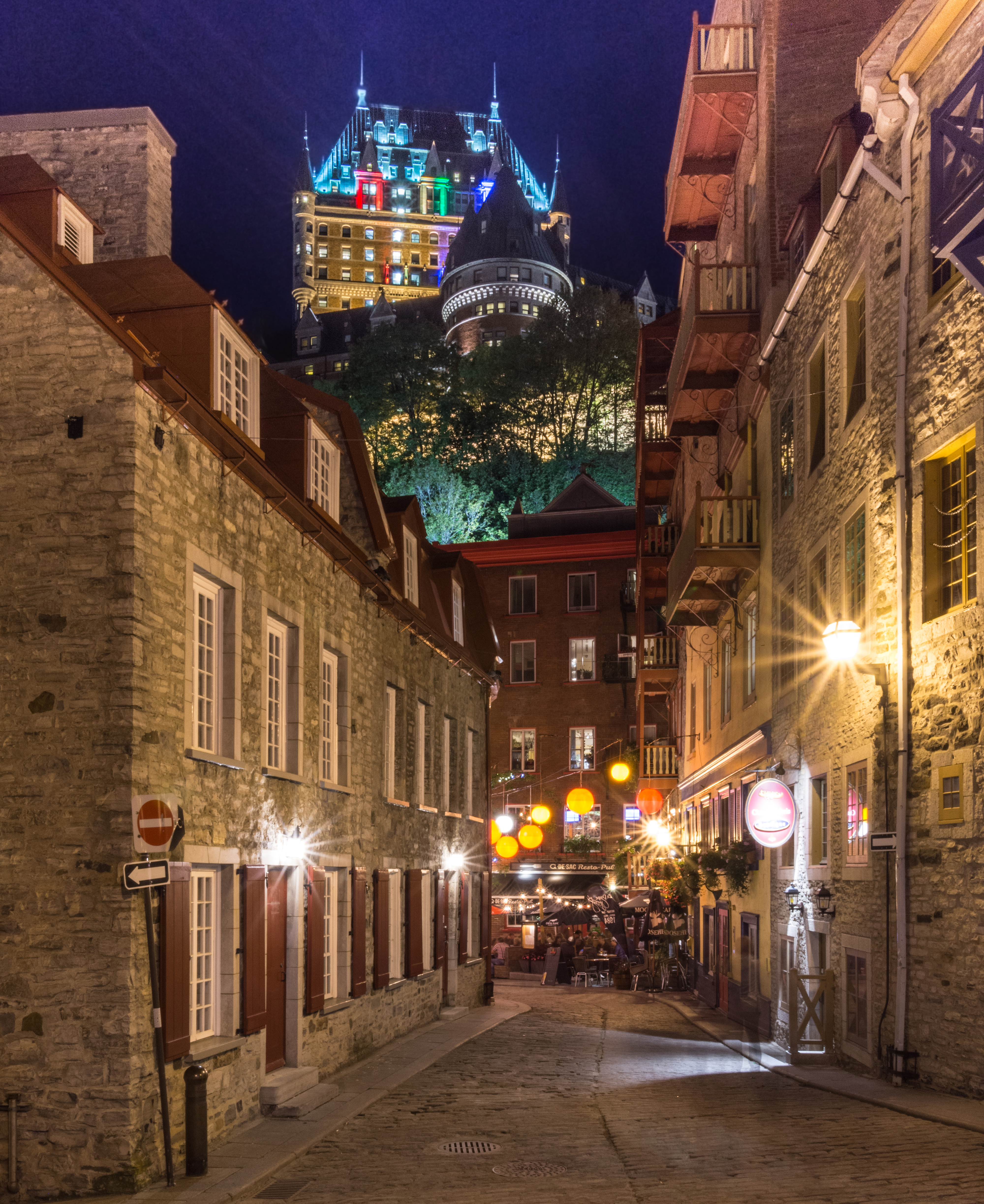
从老城仰视芳堤娜城堡
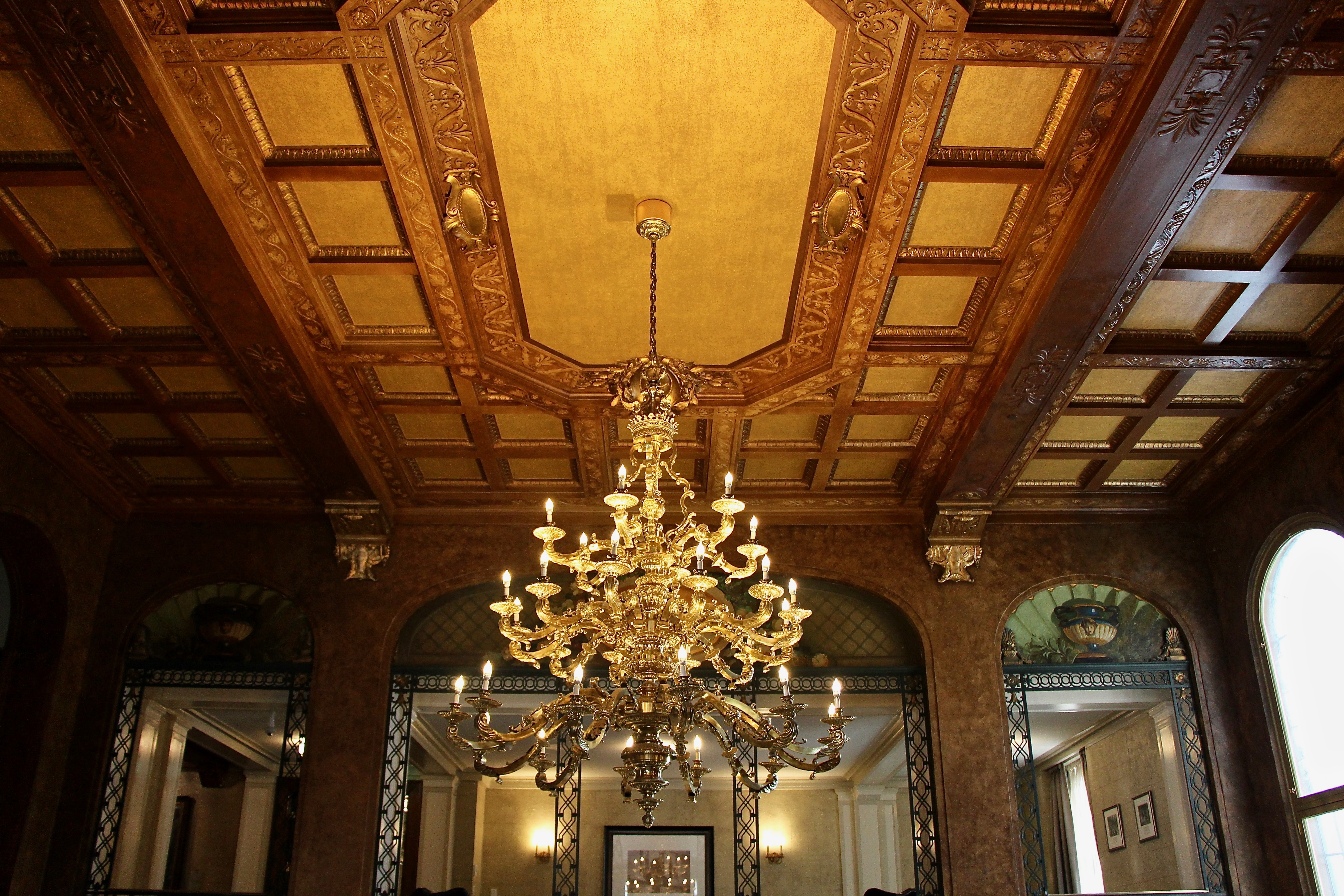
酒店房间
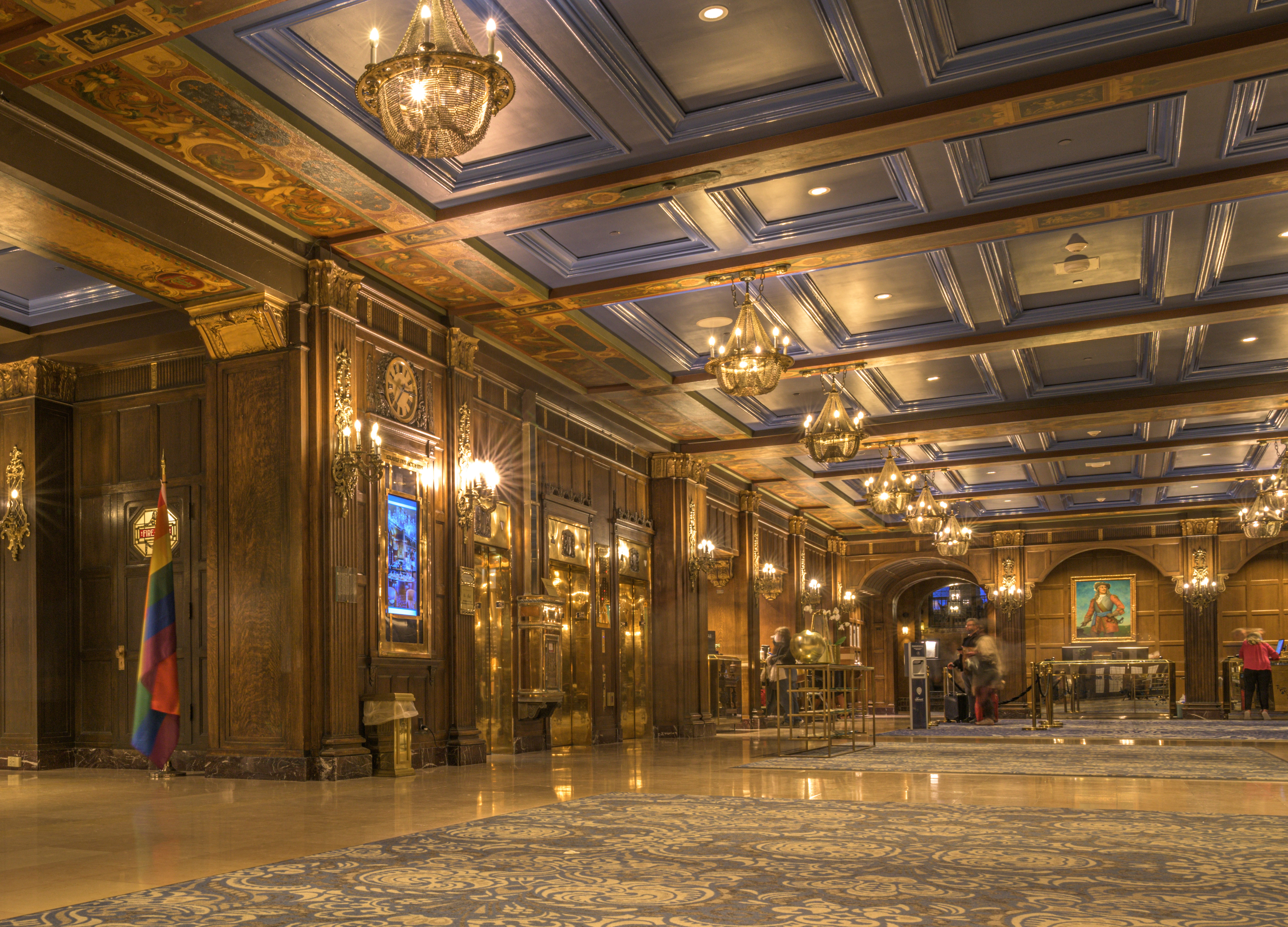
大堂
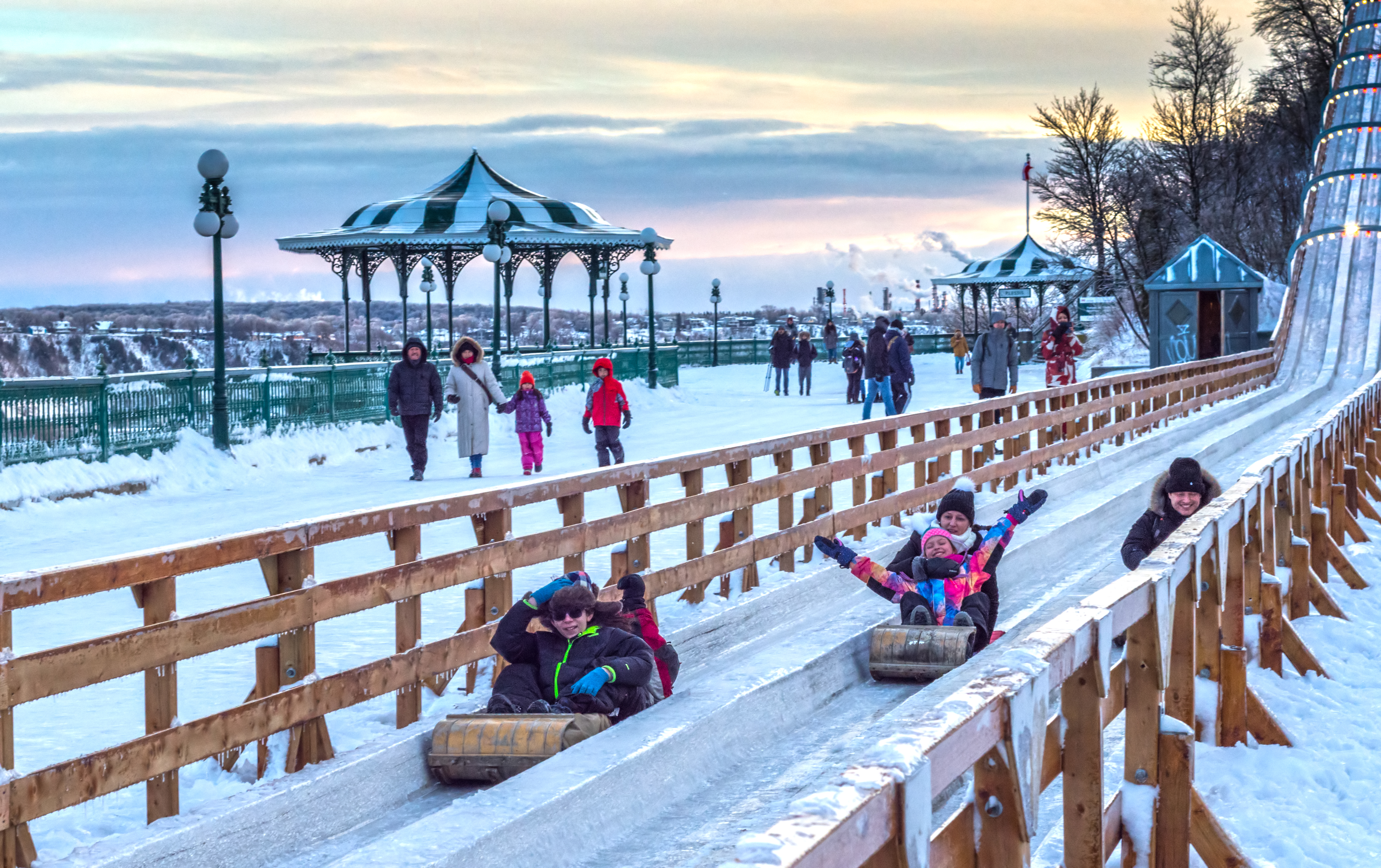
酒店外的滑雪道
从西侧望向芳堤娜城堡，陡峭的崖壁为钻石岬角，下侧为魁北克老城和圣劳伦斯河

## 名人
在歷史上，有多位著名人物在此下榻，如法國前總統戴高樂、歌手席琳·迪翁、摩納哥王妃格蕾絲和美國總統富蘭克林· 羅斯福。

## 外部連結
- 費爾蒙特芳堤娜古堡酒店 （页面存档备份，存于）